# Барткув (Свентокшиське воєводство)
Барткув (пол. Bartków) — село в Польщі, у гміні Заґнанськ Келецького повіту Свентокшиського воєводства.
Населення — 549 осіб (2011).
У 1975-1998 роках село належало до Келецького воєводства.

## Демографія
Демографічна структура на день 31 березня 2011 року:
|          | Загалом | Допрацездатний вік | Працездатний вік | Постпрацездатний вік |
| -------- | ------- | ------------------ | ---------------- | -------------------- |
| Чоловіки | 273     | 47                 | 193              | 33                   |
| Жінки    | 276     | 40                 | 168              | 68                   |
| Разом    | 549     | 87                 | 361              | 101                  |